# 田迎村
田迎村（たむかえむら）は、熊本県の北部、飽託郡にかつてあった村である。

## 地理
- 河川：大井手川

## 歴史
- 1889年4月1日 - 町村制が施行。田井島村、田迎村、出仲間村、良町村（ややまちむら）が合併して発足。
- 1892年 - 飽田郡と託麻郡が合併し飽託郡となる。
- 1953年4月1日 - 熊本市に編入。

## 学校
- 田迎村立田迎小学校（現在の熊本市立田迎小学校）
- 飽託郡御幸村・田迎村組合立託麻中学校（現在の熊本市立託麻中学校）